# Tunnelcomplex van Củ Chi

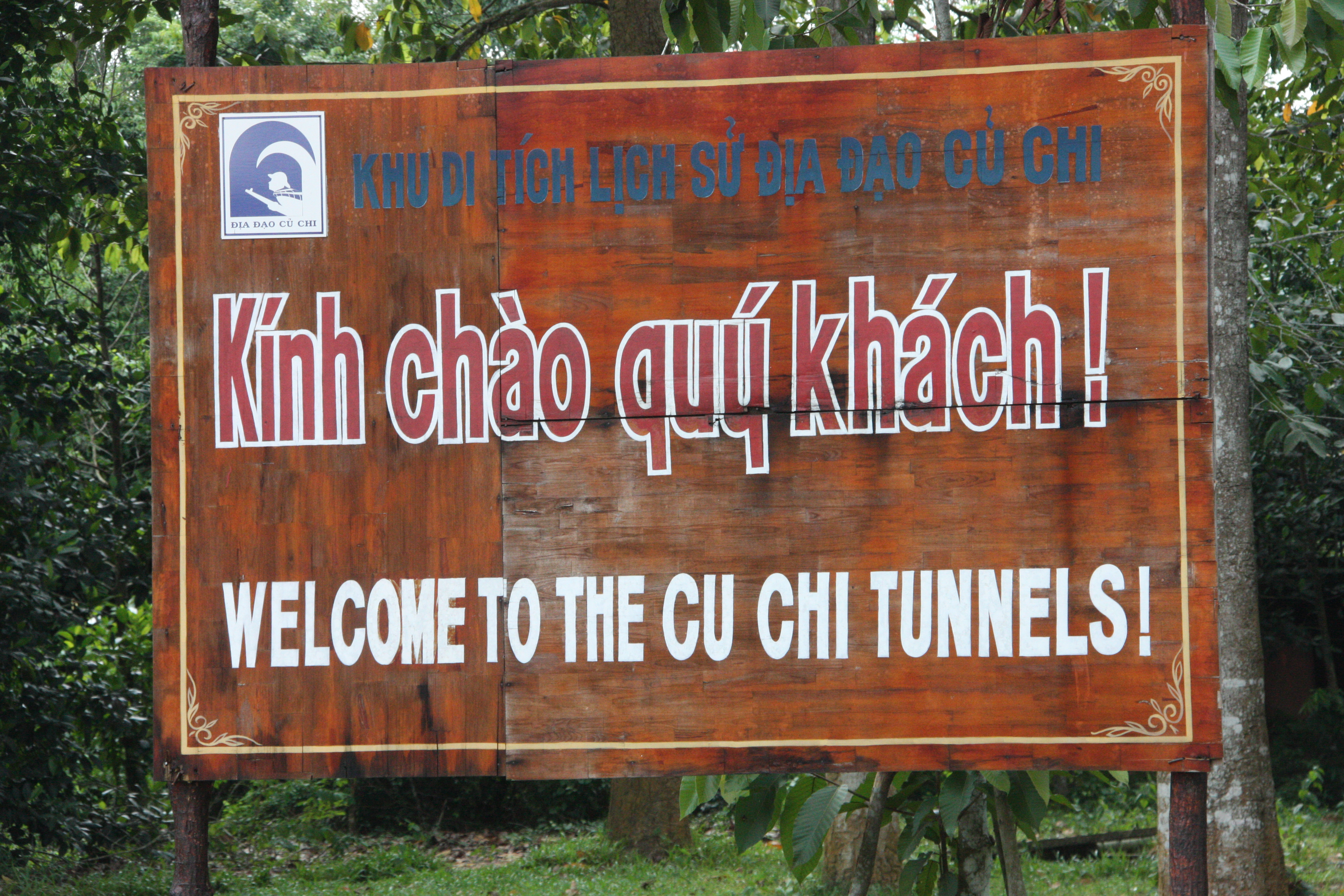
Ingang van de tunnels

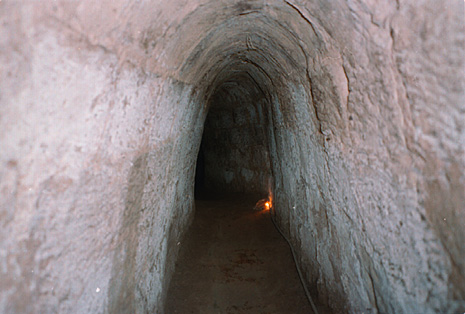
Stuk van het tunnelcomplex van Củ Chi

Het tunnelcomplex van Củ Chi is een immens netwerk van ondergrondse tunnels in het district Củ Chi van Ho Chi Minhstad, Vietnam. Het complex is onderdeel van een nog groter tunnelnetwerk dat vrijwel onder het gehele land doorloopt. De tunnels waren de locatie van verschillende militaire campagnes tijdens de Vietnamoorlog.

## Geschiedenis
Na het beëindigen van de Tweede Wereldoorlog werd Vietnam weer een kolonie van Frankrijk: Frans Indochina. Tegenstanders van het Franse regime, de communistische Vietminh-strijders, gingen van start met het graven van een tunnelcomplex ten noordwesten van de hoofdstad Saigon. Na de slag bij Dien Bien Phu, die de nederlaag en het vertrek van de Franse troepen inluidde, werden deze tunnels door de communistische strijders uit Noord-Vietnam onderhouden met het oog op de nakende strijd met Zuid-Vietnam.
In 1965, toen Amerika massaal tussenbeide kwam in het conflict tussen de Noord- en Zuid-Vietnamezen, gaf de leider van het noorden, Hồ Chí Minh, die door de Amerikanen ook weleens "Uncle Ho" oftewel oom Ho werd genoemd, de opdracht om het bestaande tunnelcomplex fors uit te breiden en er een toevluchtsoord voor de communistische rebellen uit het zuiden, de Vietcong, en voor het Noord-Vietnamese leger van te maken.
Het zwaartepunt van het tunnelnetwerk lag in het district Củ Chi en het strekte zich uit over minstens 300 km van ondergrondse gangen. Als de stand van het grondwater het toeliet werden verschillende niveaus gegraven, vaak met elkaar verbonden door deuren die met boobytraps waren beveiligd. De gangen waren smal, volgden dikwijls een zigzag patroon en hadden vaak bochten ter bescherming tegen explosies. Regelmatig werd er ook een doorgang in U-vorm gebruikt die vol water stond om de verspreiding van gifgassen tegen te gaan in de tunnels (waterslot). De tunnels waren bezaaid met valkuilen om ongewenste indringers te verjagen: granaten, scherpe bamboestokken, giftige slangen, valse doorgangen die leidden naar een tot de tanden bewapende guerrillastrijder. En als dat nog niet voldoende afschrikwekkend was, waren er nog eens een vele dieren uit de jungle die in de tunnels een goed onderkomen vonden.
De tunnels vormden een wereld op zich: er waren ondergrondse werkruimtes waar niet-ontplofte Amerikaanse munitie werd omgebouwd tot boobytraps, hospitalen met operatiezaal, slaap- en eetruimtes, vergaderzalen, wapen- en voedselopslagplaatsen en zelfs theaters waar door de strijders poëzie werd voorgedragen of toneel werd gespeeld.
De levensomstandigheden voor de guerrillastrijders in de tunnels waren ongelooflijk hard. De lucht om te ademen was er slecht, ondanks de ventilatieschachten die naar de oppervlakte waren gegraven. Voedsel was vaak ontoereikend en het bedierf snel in de slechte omstandigheden. Het krioelde in de tunnels van ongedierte, muggen en parasieten en dat leidde vaak tot irritaties van de huid bij de ondergrondse strijders. Velen hadden ook last van een ernstig tekort aan vitamines en aan zonlicht. De tunnelstrijders brachten bijna steeds de dag ondergronds door om 's nachts hun schuilplaatsen te verlaten en strijd te gaan voeren. De tunnels lieten de communistische strijders toe de strijd aan te gaan met de Amerikaanse soldaten en dan weer in het niets te verdwijnen, vaak tot grote verbazing van de Amerikanen.

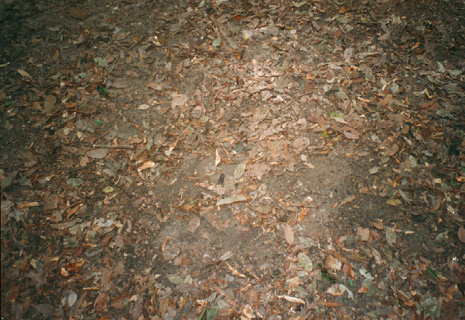
Toegangsluik (gesloten)

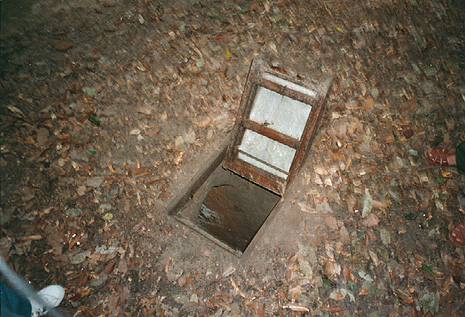
Toegangsluik (geopend)

Na enkele operaties begonnen de Amerikaanse commandanten het bestaan en het belang van de tunnels langzaam in te zien. De soldaten ontdekten steeds meer en meer toegangen tot het complex, vaak door het gebruik van rookgranaten die in een tunneltoegang werden gegooid. De gekleurde rook verspreidde zich in een deel van de tunnel en kwam soms in de buurt terug boven de grond waardoor een nieuwe toegang kon worden gevonden.
Pogingen werden ondernomen om de tunnels op te blazen met explosieven, maar dit had niet veel succes wegens van de hardheid van de ondergrond en door de vele bochten in de tunnels die het effect van explosies minimaliseerden. Bovendien herstelde de Vietcong de vernietigde tunnels snel. De Amerikanen stuurden afgerichte honden in de tunnel om de guerrilla's eruit te jagen, maar deze dieren werden bijna steeds gedood door de communistische strijders of door de talrijke boobytraps die in de tunnels aangebracht waren. De Amerikanen hebben meermaals getracht een tunnel te vullen met traangas om zo de Vietcong aan de oppervlakte te krijgen. Dit was echter weinig succesvol omdat de tunnels meestal uitgerust waren met doorgangen die konden worden afgesloten en met watersloten die de verspreiding van gas ondergronds tegengingen.

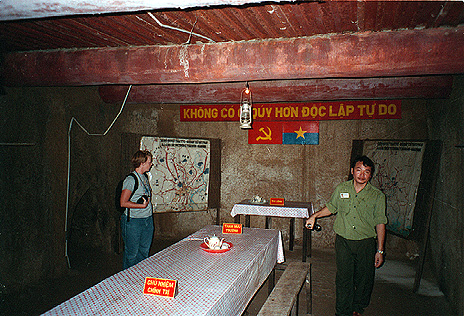
Commandocentrum

Ten slotte stuurden de Amerikaanse commandanten gewone soldaten de tunnels in om op de Vietcong te jagen. Deze soldaten waren meestal niet gemotiveerd om hun leven op het spel te zetten door in de smalle donkere tunnels te klauteren. Zij hadden dan ook de neiging snel weer naar boven te komen met de melding dat de tunnel nergens naartoe leidde. Het werd dus snel duidelijk dat, indien men daadwerkelijk de strijd met de communisten in de tunnels wilde aangaan, er een beroep op een uitzonderlijk soort vrijwilligers zou moeten worden gedaan: de tunnelratten.
De tunnelratten waren allemaal vrijwilligers. Velen onder hen waren van Mexicaanse of Puerto Ricaanse afkomst, hun kleine en tengere lichaamsbouw was een voordeel in de smalle tunnels. Tunnelratten gingen de strijd met de vijand één-tegen-één aan in de met boobytraps gevulde tunnels, enkel gewapend met een pistool, een mes en een zaklamp. In de smalle tunnels was er immers geen ruimte om met een machinegeweer rond te kruipen.
Het tunnelcomplex van Củ Chi werd pas echt schade toegebracht toen de Amerikaanse luchtmacht massaal het gebied begon te bombarderen met B-52 Stratofortress-vliegtuigen. De bommentapijten die door de B-52's boven het gebied werden uitgeworpen, woelden de grond om en brachten zo delen van het tunnelcomplex aan de oppervlakte terwijl andere stukken instortten onder de hevige bommenregen.
Vandaag de dag is een deel van het tunnelcomplex omgebouwd tot museum. Men heeft wel de gangen vergroot en verbreed om de bezoekers toe te laten makkelijker te kunnen bewegen. De rest van het tunnelcomplex wordt niet langer gebruikt.